# (1574) Meyer
(1574) Meyer est un astéroïde de la ceinture principale.

## Description
(1574) Meyer est un astéroïde de la ceinture principale. Il fut découvert le 22 mars 1949 à Alger par Louis Boyer. Il présente une orbite caractérisée par un demi-grand axe de 3,54 UA, une excentricité de 0,04 et une inclinaison de 14,5° par rapport à l'écliptique.
Cet astéroïde a été nommé d'après l'astronome français Georges Meyer (né en 1894), directeur de l'observatoire d'Alger.

## Compléments